# Nguyễn An
Nguyễn An (chữ Hán: 阮安, ?-1453), còn gọi là A Lưu (chữ Hán: 阿留), là một kiến trúc sư người Việt đầu thế kỷ 15.
Một số nguồn tin cho rằng ông là một trong những kiến trúc sư trưởng thiết kế Tử Cấm Thành Bắc Kinh, Trung Quốc. Tuy nhiên thông tin này là không chính xác, bởi Tử Cấm Thành được khởi công từ tháng 7 năm 1406, trước cả khi Nguyễn An sang Trung Quốc vào khoảng năm 1407 (kiến trúc sư thiết kế Tử Cấm Thành gồm Thái Tín (蔡信), Trần Khuê (陳珪), Ngô Trung (吳中) và Trương Tư Cung.). Có sự nhầm lẫn này là do Nguyễn An thực sự đã chỉ đạo việc xây dựng thêm 9 tòa tháp tại 9 cổng của Tử Cấm Thành, và tu sửa lại một số cung điện bị hư hại vào khoảng năm 1437-1441 (nói ngắn gọn, Nguyễn An đã tu sửa, bổ sung thêm cho một công trình đã có sẵn, chứ ông không phải là kiến trúc sư khởi thảo như nhiều người hiểu nhầm). Ông cũng tham gia trị thủy hệ thống sông Hoàng Hà.

## Tiểu sử
Sử sách không ghi lại năm sinh của Nguyễn An. Năm 1407, nhà Minh đánh bại nhà Hồ, chiếm được Việt Nam. Tướng nhà Minh là Trương Phụ, ngoài việc bắt cha con Hồ Quý Ly cùng toàn bộ triều đình nhà Hồ đem về Trung Quốc (Hồ Nguyên Trừng sau làm quan nhà Minh), còn tiến hành lùng bắt các thiếu niên trai trẻ tuấn tú của Việt Nam mang sang Trung Hoa, chọn để hoạn làm Thái giám phục vụ trong cung vua nhà Minh. Trong số này có nhiều người sau trở nên nổi tiếng vì tài giỏi như Nguyễn An, Phạm Hoằng, Vương Chấn (đừng nhầm lẫn với hoạn quan Vương Chấn thời Minh Anh Tông),....

### Kiến trúc sư nhà Minh
Vua Minh Thành Tổ (1403 - 1424) bấy giờ đã dời đô từ Nam Kinh lên Yên Kinh (của nhà Nguyên trước đó), đổi tên là Bắc Kinh và cho xây dựng lại to đẹp hơn và đúng theo ý muốn của mình. Mặc dù Minh sử về sau viết Nguyễn An "phụng mệnh Thành Tổ xây dựng thành trì, cung điện và phủ thự trăm ty ở Bắc Kinh", nhưng Minh thực lục không hề nhắc đến đến ông dưới thời Vĩnh Lạc. Mãi đến đời Minh Anh Tông, khi thành Bắc Kinh được trùng tu, vai trò của Nguyễn An mới được đề cập. Năm Chính Thống thứ 2(1437), ông tu sửa 9 cửa thành ngoài: Chính Dương, Sùng Văn, Tuyên Vũ, Triệu Dương, Phụ Thành, Đông Trực, Tây Trực, An Dinh, Đức Thắng . Công việc trên được hoàn thành trong hơn hai năm, rút ngắn tiến độ được gần một năm, mà lại chỉ dùng hết một vạn nhân lực để thi công. Tháng 3 năm Chính Thống thứ 5 (1440), ông lại được nhà vua giao cho 7 vạn thợ và lệnh trùng tu ba điện Phụng Thiên, Hoa Cái, Cẩn Thân cùng hai cung Càn Thanh, Khôn Ninh (hai cung, ba điện này được xây xong năm 1420, nhưng năm 1421 lại bị sét đánh hư hại). Đến tháng 10 âm lịch năm sau (1441) thì công việc này xong, vua  Minh thưởng cho Nguyễn An 50 lạng vàng, 100 lạng bạc, 1 vạn quan tiền . Đến tháng 10 năm Chính Thống thứ 10 (1445), ông được giao xây lại tường thành Bắc Kinh, vốn trước bên ngoài xây bằng gạch nhưng ở trong đắp đất nên hễ mưa là sụt . Nguyễn An cho xây dựng lại hoàn toàn bằng gạch.

### Trị thủy
Nguyễn An còn trị thủy con sông Tắc Dương ở thôn Dịch, nạo vét sông Trạch Chư ở thôn Dương. Năm Chính Thống thứ 14 (1449), Nguyễn An được cử đi tuần tra tuyến kênh đào từ Thông Châu đến Nam Kinh . Năm 1453 đời vua Minh Đại Tông, sông Trương Thu ở Sơn Đông vỡ đê, tu sửa mãi không xong, ông lại được cử đến  trị thủy, rồi mất ở dọc đường.

## Đánh giá và nghiên cứu về Nguyễn An
Nhà sử học Trương Tú Dân từng làm việc tại Thư viện Bắc Kinh, có điều kiện khảo cứu về Nguyễn An và đã từng sang Đài Bắc tập trung tài liệu để viết sách về Nguyễn An, nhận xét: "Từ xưa đến nay, người tốt trong hoạn quan trăm ngàn người không được một. Còn An hết lòng vì công việc, thanh bạch, liêm khiết, khắc khổ, khi lâm chung không có nén vàng nào trong túi, là một con người cao thượng, chỉ để lại công đầu ở Bắc Kinh. Nguyễn An là người kiệt xuất trong hoạn quan, công với quốc gia không thể phai mờ. Ngày nay tên Tam Bảo thái giám, đàn bà trẻ con đều tỏ tường, còn tên nhà đại kiến trúc Nguyễn An - A Lưu thì ngay học giả, chuyên gia ít ai hay biết. Thật bất hạnh thay. Tôi nghĩ, với An không chỉ riêng giới công trình đáng ngưỡng mộ mà thị dân Bắc Kinh cũng nên uống nước nhớ nguồn, kỷ niệm chớ quên."
500 năm sau khi Nguyễn An mất (năm 1953), các nhà sử học Việt Nam như Trần Văn Giáp, Minh Tranh, Đào Duy Anh và Đặng Thai Mai lần lượt sang thăm Trung Quốc, đến Thư viện Bắc Kinh thu thập sử liệu Việt Nam, trong đó có các tài liệu về Nguyễn An.

## Các công trình do Nguyễn An thực hiện ởTrung Quốc
- Cửa Chính Dương, còn gọi là Tiền Môn, ở phía Nam quảng trường Thiên An Môn, ngày nay vẫn còn tồn tại, là cửa chính trong 9 cửa của Ngoại thành (thành ngoài) xây dựng năm 1437 - 1439.
- Ba điện Phụng Thiên, Hoa Cái và Cẩn Thân, được xây năm 1417 - 1420, Nguyễn An trùng tu lại vào năm 1440 - 1441, đến triều đại nhà Thanh được đổi tên lần lượt thành Thái Hòa, Trung Hòa và Bảo Hòa.
- Hai cung Càn Thanh và Khôn Ninh, được xây năm 1417 - 1420, Nguyễn An trùng tu năm 1440 - 1441.
- Thành trì Bắc Kinh thời đó có chu vi 68 dặm. Những năm Vĩnh Lạc (Minh Thành Tổ (1403-1424)) và Tuyên Đức (Minh Tuyên Tông (1426-1435)) được xây phía ngoài bằng gạch, nhưng bên trong tường thành vẫn còn làm bằng đất, nên gặp phải khi mưa dầm lụt lội, tường thành thường hay sụp đổ. Nguyễn An xây dựng, tu sửa lại cả phía trong và phía ngoài.

## Phim
- Tử-Cấm-Thành - Bản di-chúc của một bạo-chúa Phim của Đức về Nguyễn-An (thuyết-minh bằng tiếng Đức, có phụ-đề tiếng Việt)